# 점박이집도마뱀붙이

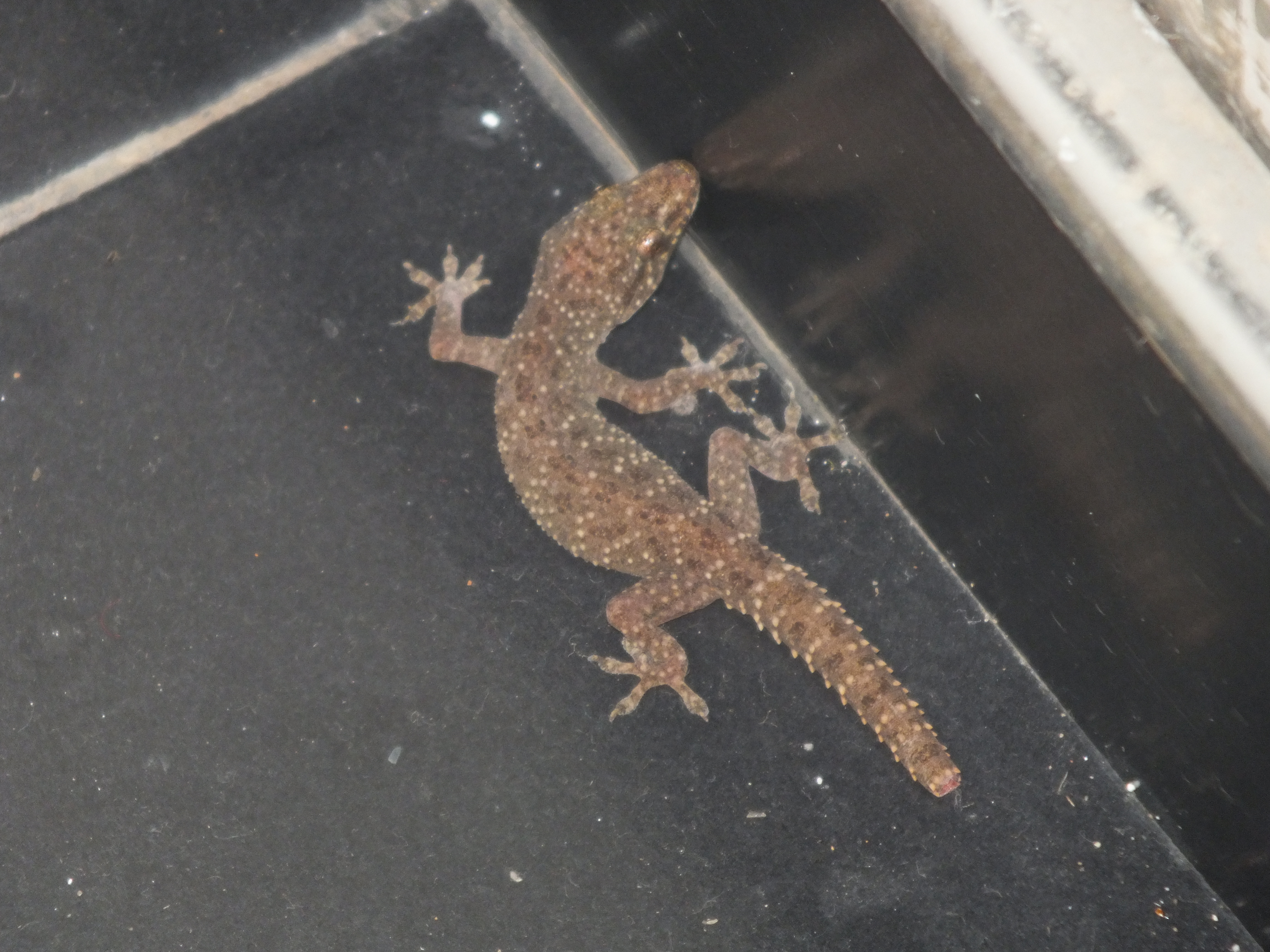

점박이집도마뱀붙이(Hemidactylus parvimaculatus)는 집도마뱀붙이속의 일종이다.
보통 곤충을 먹고 살며, 난생을 한다. 열대 우림에도 산다.
스리랑카, 레위니옹, 모리셔스 제도, 로드리게스섬, 코모로 제도의 모엘리섬, 몰디브, 마스카렌 제도, 인도 케랄라주에 서식한다.